# دهستان نوبندگان
نوبندگان نام دهستانی در بخش نوبندگان شهرستان فسا، استان فارس در ایران است. براساس سرشماری مرکز آمار ایران در سال ۱۳۸۵، جمعیت آن ۲٬۹۳۳ نفر (۷۶۶ خانوار) بوده‌است.